# Regidor
|  | Aquest article tracta sobre el càrrec polític d'un municipi. Si cerqueu el càrrec d'espectacles audiovisuals, vegeu «regidor (teatre)». |

Un regidor (dit també actualment conseller o paer) és un membre de la corporació municipal, elegit pel conjunt de la població d'un terme. Els regidors elegeixen i/o destitueixen el batlle del municipi i dirigeixen o controlen l'activitat de l'ajuntament i prenen les decisions relatives a la governació del municipi.
Durant l'època medieval i moderna, en diverses poblacions dels Països Catalans aquest càrrec local s'anomenava conseller, cònsol, paer, jurat o procurador. És per aquest motiu que encara avui en dia algunes d'aquestes designacions continuen emprant-se. Per exemple: paer a Lleida i Cervera i conseller a Andorra i Tarragona.
A Barcelona també s'anomena regidor el polític que presideix la Comissió de Govern de cadascun dels deu districtes de Barcelona. Aquests regidors de districte són elegits directament pel batlle de Barcelona i de vegades són d'un color polític diferent de la majoria del Consell Municipal del Districte, que té una composició proporcional als resultats de les eleccions municipals en aquell districte.

## Legislació
Segons la Llei orgànica 5/1985 del règim electoral general, a Espanya el nombre de regidors ve donat pels habitants del municipi, excepte en els municipis que funcionin en règim de consell obert.
| Fins a 250 residents | 5  |
| De 250 a 1.000       | 7  |
| De 1.001 a 2.000     | 9  |
| De 2.001 a 5.000     | 11 |
| De 5.001 a 10.000    | 13 |
| De 10.001 a 20.000   | 17 |
| De 20.001 a 50.000   | 21 |
| De 50.001 a 100.000  | 25 |

De 100.001 en endavant, un regidor més per cada 100.000 residents o fracció; i quan el resultat sigui un nombre parell, se n'afegeix un més.